# سرریز

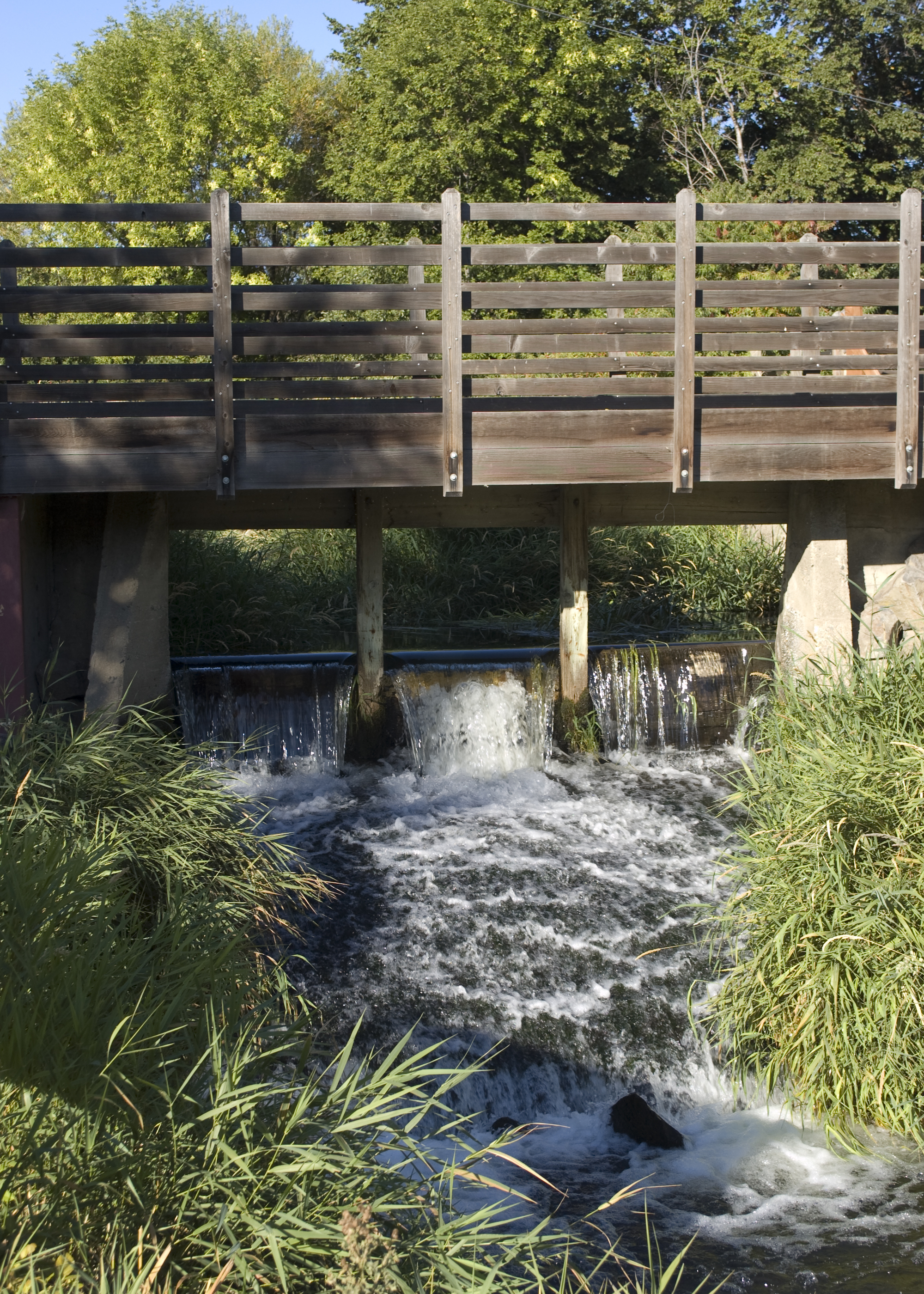
یک سرریز در ایالت واشینگتن، آمریکا

سرریز (به انگلیسی: Weir) به طور عمومی هر مانعی است که بر سر راه عبور آب قرار گرفته و باعث می‌شود تا آب در پشت آن بالا آمده و بر سرعت آن افزوده شود.
سرریزها خود بر اساس شکل و کاربری انواع مختلف دارند و در مهندسی عمران مورد استفادهٔ گسترده قرار می‌گیرند.

## تقسیم‌بندی

### سرریز لبه‌تیز
این سرریزها دارای یک صفحه قائم کار گذاشته شده در مسیر جریان هستند که دارای لبه و تاجی نسبتاً تیز در قسمت بالایی می‌باشد. سرریزهای لبه تیز علاوه بر این که به عنوان یک وسیلهٔ اندازه‌گیری دبی در کانال باز مورد استفاده قرار می‌گیرد، به عنوان یک سرریز که باعث افزایش ارتفاع و حجم آب در بالادست شده و آب از روی آن می‌گذرد هم به کار می‌روند.

### سرریز لبه‌پهن
در این نوع از سرریزها، لبهٔ سرریز به اندازه کافی پهن بوده و در مقایسه با سایر ابعاد، دارای اندازه قابل توجهی می‌باشد. اغلب به سرریزهای لبه پهن سرریز سد هم گفته می‌شود.